# Долихандра когтеносная
Долихандра когтеносная, или Долихандра кошачий коготь (лат. Dolichandra unguis-cati), — вид растений рода Долихандра (Dolichandra) семейства Бигнониевые (Bignoniaceae).

## Ботаническое описание

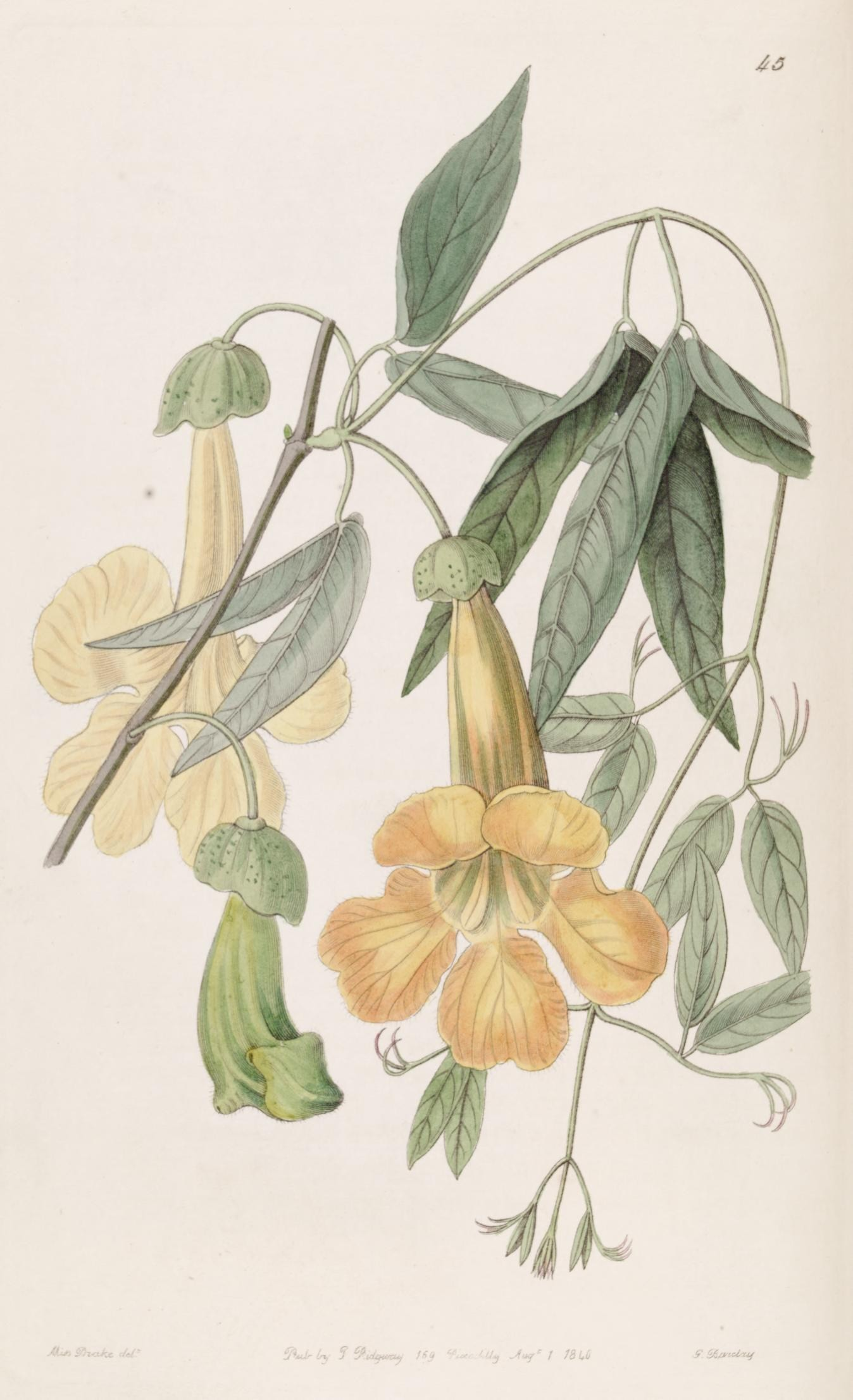

Полулистопадная древесная лиана до 10—30 м высотой, часто образует густой покров на стволах и других опорах. Для лазания используются тонкие и маленькие воздушные корни. Длинные первичные корни простираются под поверхностью почвы, образуя большие клубни длиной 40-50 см. Листья тройчатые; боковые листочки широкие, от ланцетных до яйцевидно-ланцетных, 3—5,5 мм длиной, 10—20 мм шириной, волнистые, заострённые на верхушке. Листья тёмно-зелёные, супротивные, двулисточковые. Листочки эллиптические, 5—16 см длиной, 0,9—7 см шириной (в молодом возрасте мельче), суженные к округленному основанию, на верхушке острые или заострённые, голые; черешок листа 1—4,7 см длиной, черешки у листочков 0,5—2,5 см длиной.
Соцветия (1)3—15-цветковые, цимозные метёлки. Цветки желтые, двугубые, имеют диаметр от 4 до 5 см, недолговечные. Чашечка 0,5—1,8 см длиной, с волнистым краем, чашевидная. Венчик широкий, ярко-желтый, иногда с оранжевыми линиями в зеве, 4,5—10 см длиной; 5 лопастей венчика имеют разные размеры, 1,3—3,1 см длиной; трубка венчика 3,3—6,9 см длиной, 1,2—2,5 см шириной у зёва; в зёве мелкоопушенная. Тычинок 4, длинные, до 25 мм длиной, в основании опушенные. Завязь с многочисленными семязачатками. Столбик около 25 мм длиной, рыльце двухлопастное, около 1,5 мм длиной. Плод — коричневая сплюснутая коробочка 25—95 см длиной, 1—1,9 см шириной, суженная на верхушке, многосемянная (в каждой коробочке содержится от 100 до 200 семян). Семена тонкие, сильно крылатые на обоих концах, узко-прямоугольные, около 4,8 см длиной, 0,8 см шириной. Легко размножается семенами и стеблевыми черенками. Цветёт: март-апрель и позднее в августе.

## Распространение
Естественный ареал этого вида находится в Америке — от Мексики до Тропической Америки (Аргентины и Бразилии). Произрастает в основном в сезонно засушливых тропических биомах.
Культивируется часто в других местах в тропиках и субтропиках, иногда становится инвазивным, как, например, в некоторых Африканских странах, где натурализуется в редкостойных лесах из Erythrophleum, Bombax, Coffea, Albizia на высотах 350—400 м над уровнем моря, а также в Австралии, Южной Африке, Новой Зеландии и других.

## Применение
Долихандра когтеносная имеет применение как декоративное растение, а также в качестве лекарства и для еды.
В народной медицине в Америке было документировано её использование как противоядие от укусов змей. Помимо жаропонижающего действия, её также используют для лечения дерматита. Кроме того, обладая противовоспалительным действием, долихандра использовалась для лечения кишечных заболеваний, венерических заболеваний, ревматизма, дизентерии, малярии и олигурии. Её листья обладают противоопухолевой и противотрипаносомной активностью.